# Volocopter VoloCity
Der VoloCity ist ein elektrisch angetriebenes Luftfahrzeug, das autonom fliegen und senkrecht starten und landen kann. Es wird vom deutschen Hersteller Volocopter hergestellt und ist dessen erstes Serienmodell.

## Geschichte

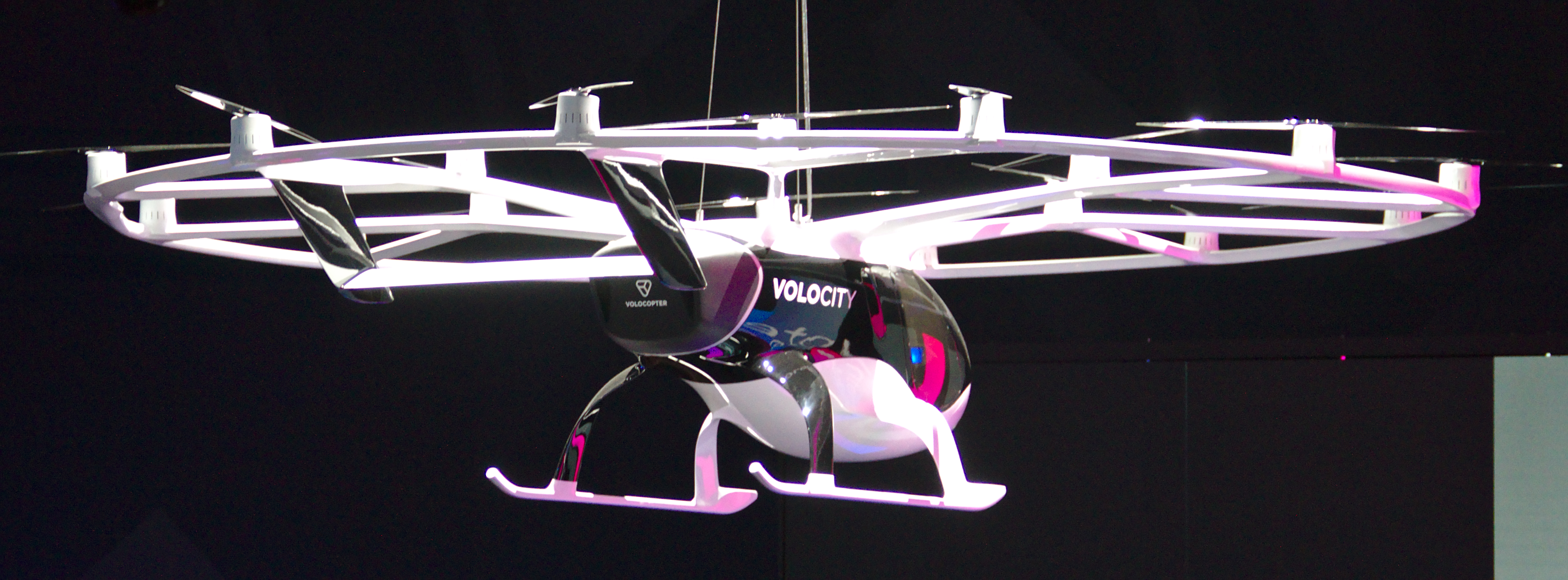
Modell Volocity bei der IAA 2019

Mit dem VoloCity baute Volocopter nach dem Volocopter VC200 / 2X die vierte Generation und das erste Serienmodell seines Fluggeräts. Es ist mit zwei Seitenleitwerken ausgestattet, um die Flugrichtung stabiler zu halten. Das Gerät ist auf die von der EASA im Juli 2019 veröffentlichten SC-VTOL-Bestimmungen abgestimmt.
Im Juni 2021 führte das Vorgängermodell zweimal einen dreiminütigen Flug auf dem Flughafen Le Bourget durch. Ab September 2021 wurde der VoloCity in Pontoise bei Paris für einen möglichen Einsatz während der Olympischen Spiele 2024 getestet. Nach einem einminütigen unbemannten ferngesteuerten Erstflug der VoloCity-Serienausführung im Dezember 2021 folgte der erste bemannte Flug am 13. April 2022.
Am 29. Februar 2024 teilte Volocopter mit, dass vom Bundesluftfahrtamt eine Genehmigung für die Serienproduktion des Flugtaxis Volocity erteilt wurde. Die nun gefertigten Maschinen dürfen ausgeliefert werden, sobald die EASA eine Musterzulassung erteile.
Ende Dezember 2024 meldete Volocopter Insolvenz an. Die Firma kündigte an, den Betrieb weiterzuführen und äußerte sich optimistisch, den Volocopter nach einer Sanierung und erneuter Geldbeschaffung im folgenden Jahr fortzuführen.

## Konstruktion

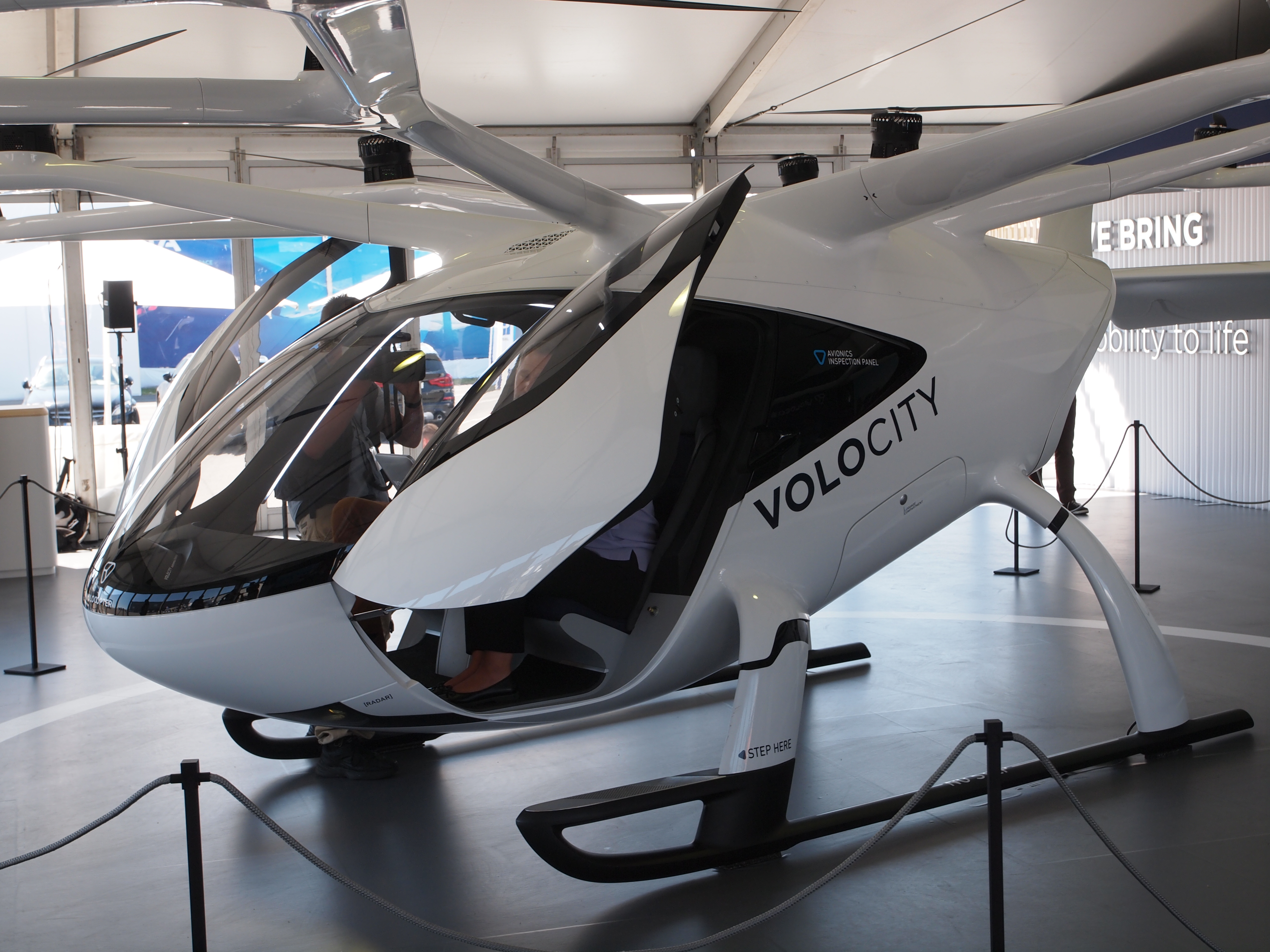
Volocity, ILA Berlin 2022

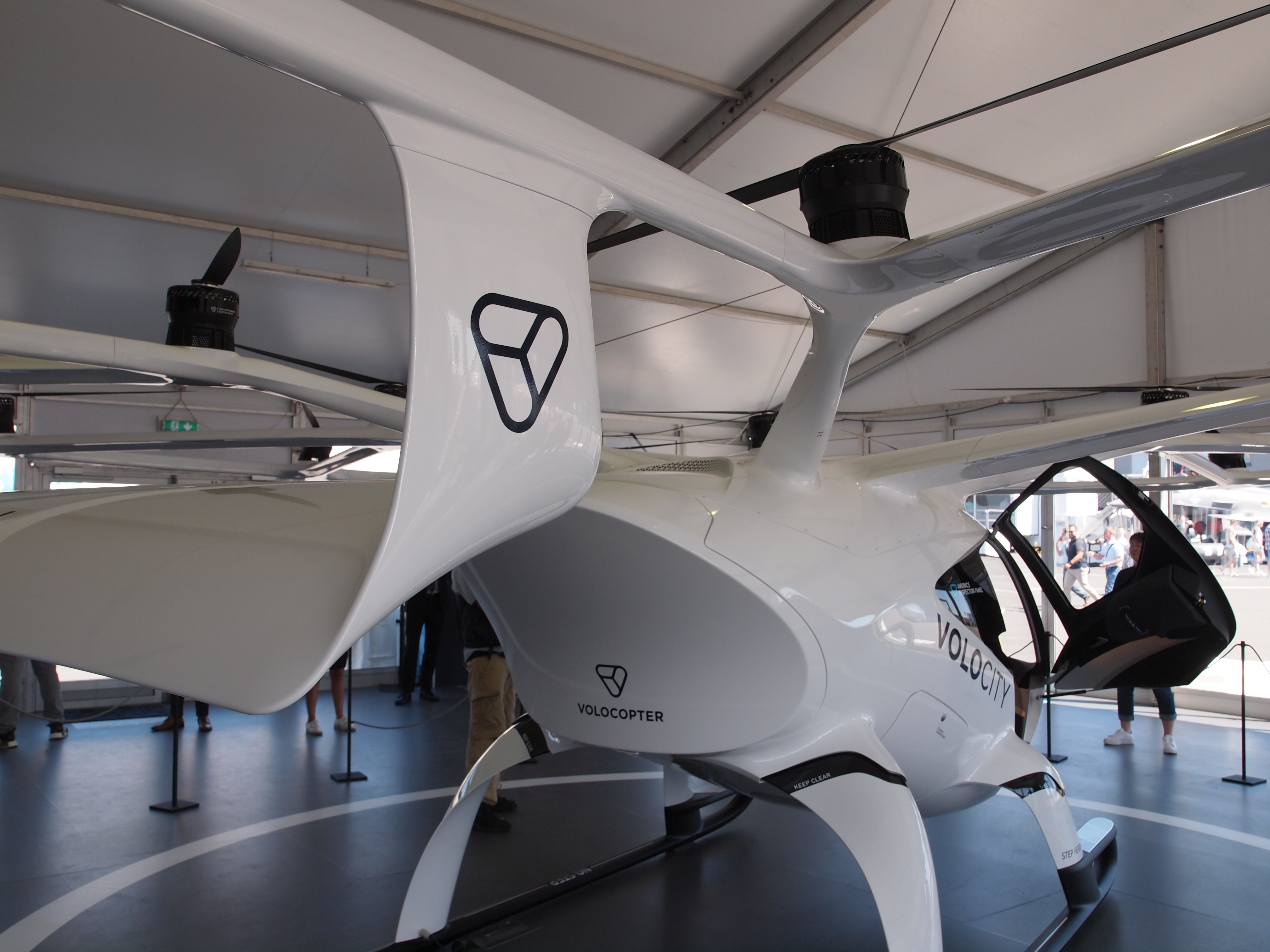
Volocity, Rückseite

Der VoloCity ist mit 18 Einzelmotoren ausgerüstet. Ziel der Entwicklung war im Januar 2013 ein zulassungsfähiger zweisitziger Volocopter, basierend auf der Konzeptstudie VC Evolution 2P. Die Modelle VC200 und 2X sind mit einem Gesamtrettungssystem ausgestattet, was ein Novum bei Hubschraubern darstellt. Bei normalen Hubschraubern und Tragschraubern (Autogyros) ist der Weg nach oben durch den Hauptrotor versperrt und der Einsatz eines Gesamtrettungssystems nicht möglich. Zuvor war nur bei Hubschraubern von Kamow durch Absprengen der beiden Hauptrotoren und den nachfolgenden Einsatz eines Schleudersitzes eine Rettungsmöglichkeit vorgesehen. Für maximale Sicherheit sind alle flugkritischen Systeme mehrfach redundant ausgelegt.
Technische Daten
| Kenngröße             | VoloCity                                                     |
| --------------------- | ------------------------------------------------------------ |
| Besatzung             | 1 Pilot                                                      |
| Passagiere            | 1                                                            |
| Länge                 | 9,5 m                                                        |
| Spannweite            | 11,3 m                                                       |
| Höhe                  | 2,5 m                                                        |
| Nutzlast              | 200 kg                                                       |
| Leermasse             | 700 kg                                                       |
| max. Startmasse       | 900 kg                                                       |
| Reisegeschwindigkeit  | 90 km/h                                                      |
| Höchstgeschwindigkeit | 110 km/h                                                     |
| Dienstgipfelhöhe      | über 6.500 ft (ca. 1.980 m)                                  |
| Reichweite            | 35–65 km                                                     |
| Triebwerke            | 18 × 3-Phasen-PM-Synchronmotor bürstenloser Gleichstrommotor |

## Nutzung
Ende 2020 war die erste konkret geplante Nutzung die Einführung eines E-Flugtaxi-Dienstes in Singapur innerhalb der nächsten drei Jahre. Da das eVTOL-Luftfahrzeug keine Abgase ausstößt und die Lärmemission gering ist, will Volocopter vor allem in städtischen Gebieten Dienstleistungen anbieten, um Staus zu reduzieren und die städtische Mobilität zu ergänzen.
In einer ersten Phase wird der VoloCity einen Piloten an Bord haben. Er ist aber so konzipiert, dass er völlig autonom fliegen kann, sobald die Regulierungsvorschriften für autonomes Fliegen von den Luftfahrtbehörden erlassen wurden.
Neben dem Passagierflug sieht Volocopter auch in der Luftrettung Verwendung für den VoloCity. Eine erste Studie mit der ADAC Luftrettung, dem Betreiber der größten Flotte von Rettungshubschraubern in Deutschland, kam zu dem Schluss, dass der Einsatz von Multikoptern wie dem VoloCity vorteilhaft wäre und die Notfallversorgung verbessern könnte.

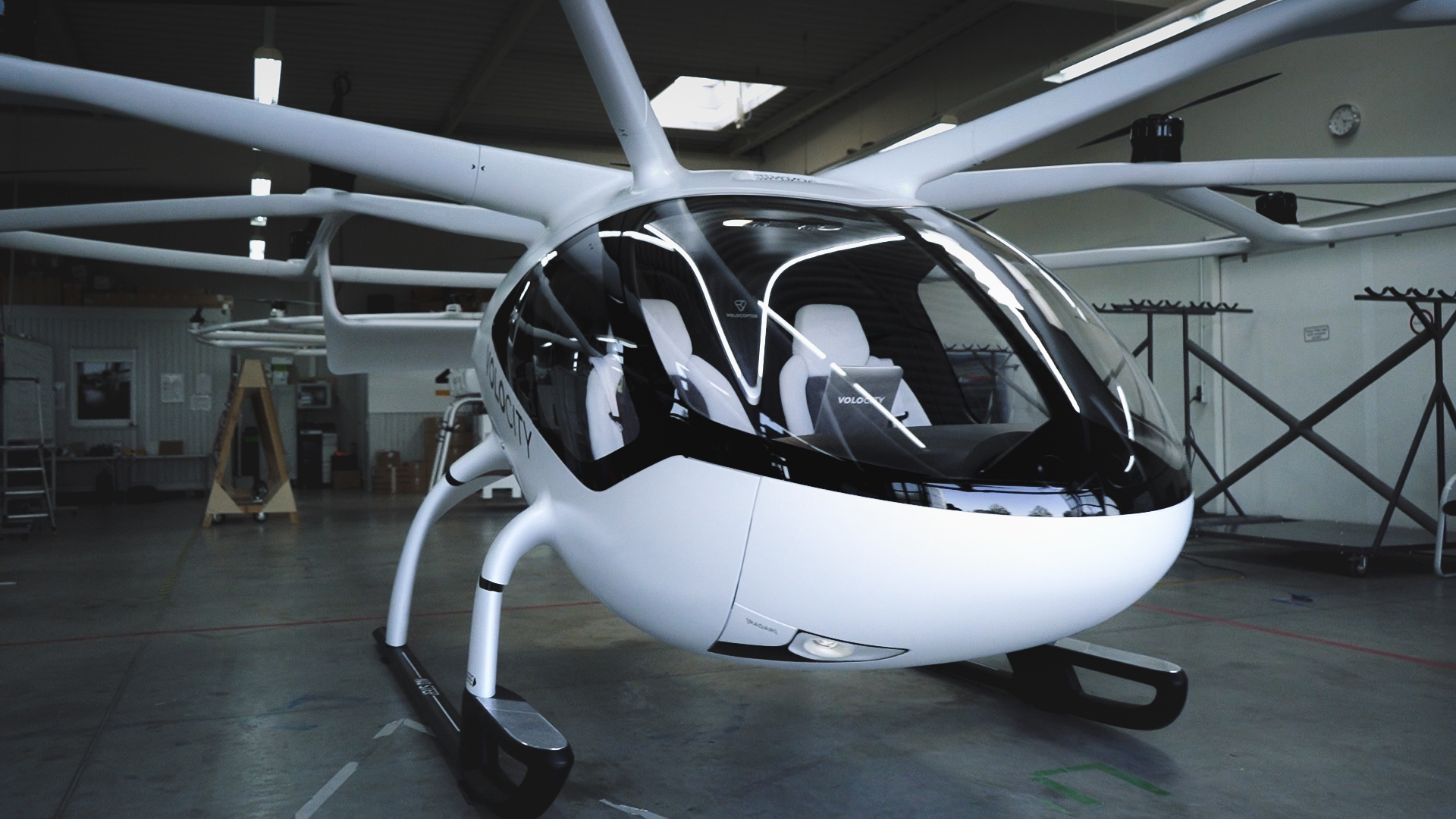
Volocity